# تشارلز ويزلي
تشارلز ويسلي، وُلد في 18 ديسمبر 1707، كان شخصية بارزة في حركة الميثودية في إنجلترا. مشهور بكتابته الوفيرة للتراتيل، حيث قام بتأليف مجموعة رائعة تتجاوز 6,500 ترتيلة. من بين أعماله الملحوظة "أليس بإمكانها"، "المسيح قد قام اليوم"، "الحب الإلهي، كل الحب يتفوق"، وترنيمة "استمع! الملائكة المجدلونة تغني"، و"ها هو آت مع السحاب ينزل." إسهاماته في مجال التراتيل تركت أثراً دائماً في عبادة المسيحيين.
تشارلز ويسلي وُلد في إيبوورث، لينكنشير، كابن للقس الإنجليكاني والشاعر صموئيل ويسلي وزوجته سوزانا. كان شقيقًا أصغر لمؤسس حركة الميثودية، جون ويسلي، وللقس الإنجليكاني صموئيل ويسلي الأصغر. أصبح والدًا للموسيقي صموئيل ويسلي وجدًا للموسيقي صموئيل سيباستيان ويسلي.
درس في جامعة أكسفورد، حيث درس أيضًا أخوته، وشكل "النادي المقدس" بين زملائه الطلاب في عام 1729. انضم إليه هذا النادي لاحقًا جون ويزلي، وكذلك جورج وايتفيلد. اتبع تشارلز والده وأخيه إلى الكنيسة في عام 1735، وسافر مع جون إلى جورجيا في أمريكا، ثم عاد بعد عام. بعد إسلامهم التجديدي في عام 1738، سافر الأخوة ويسلي في جميع أنحاء بريطانيا، يحولون أتباعهم إلى إحياء الميثودية من خلال الوعظ والترتيل. في عام 1749، تزوج من سارة جوين، ابنة نبيل ويلزي قد تحول إلى الميثودية بفضل هاول هاريس. اعتبارًا من عام 1756، أصبحت خدمته الكنسية أكثر استقرارًا وخدم في بريستول، وبعد ذلك في لندن.
على الرغم من قربهم، إلا أن تشارلز وجون لم يتفقا دائمًا فيما يتعلق بمسائل تتعلق بمعتقداتهم. وبشكل خاص، كان تشارلز معارضًا بشدة لفكرة الانفصال عن كنيسة إنجلترا التي كانوا قد رسموا إليها.

## معرض صور

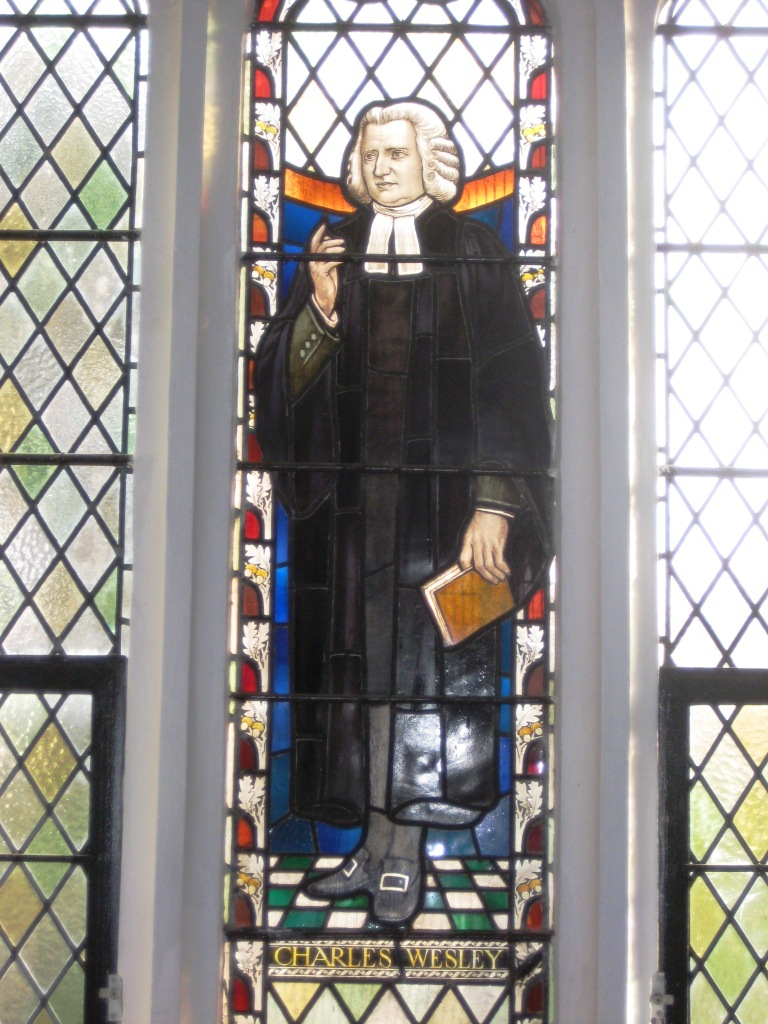
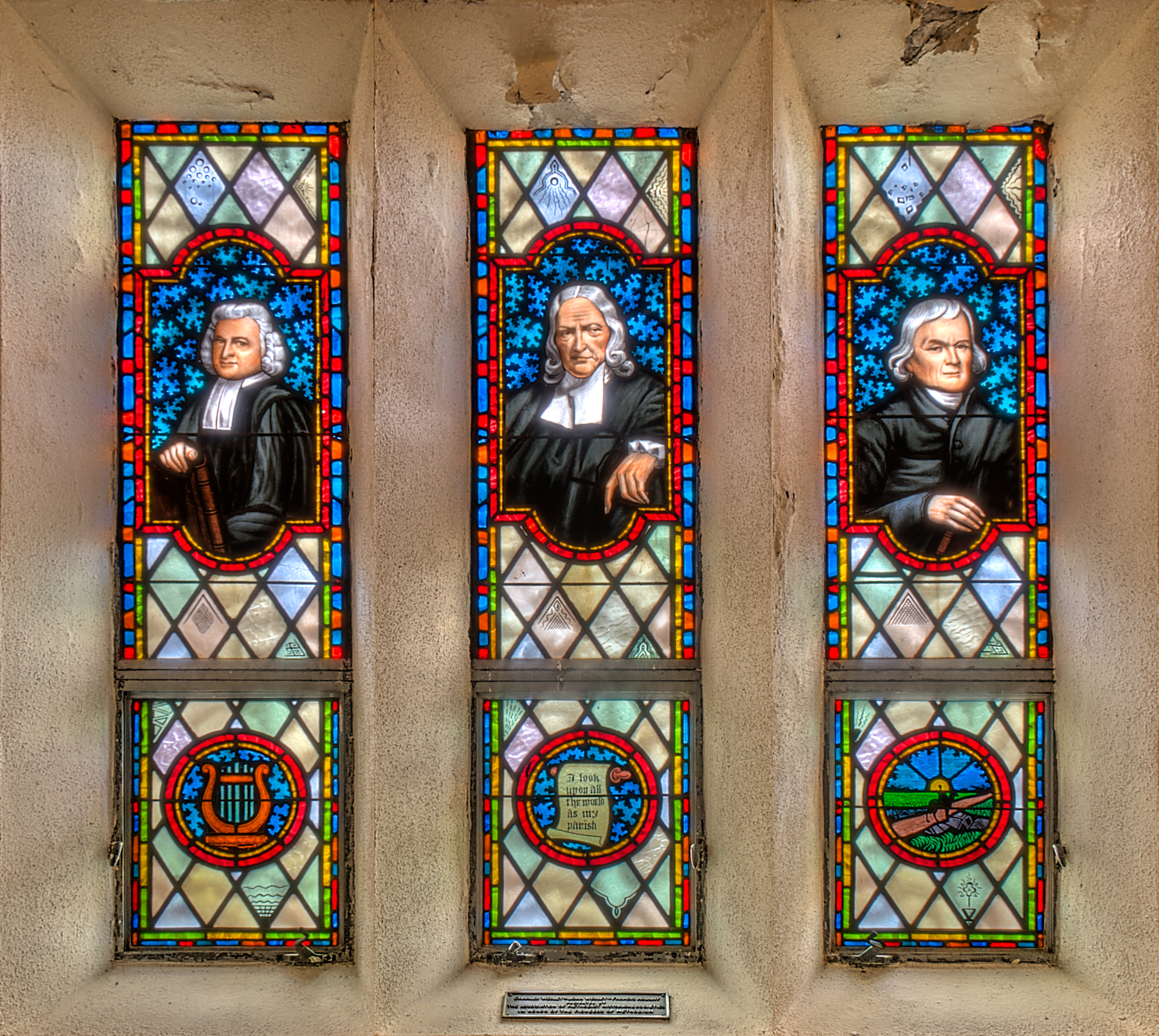
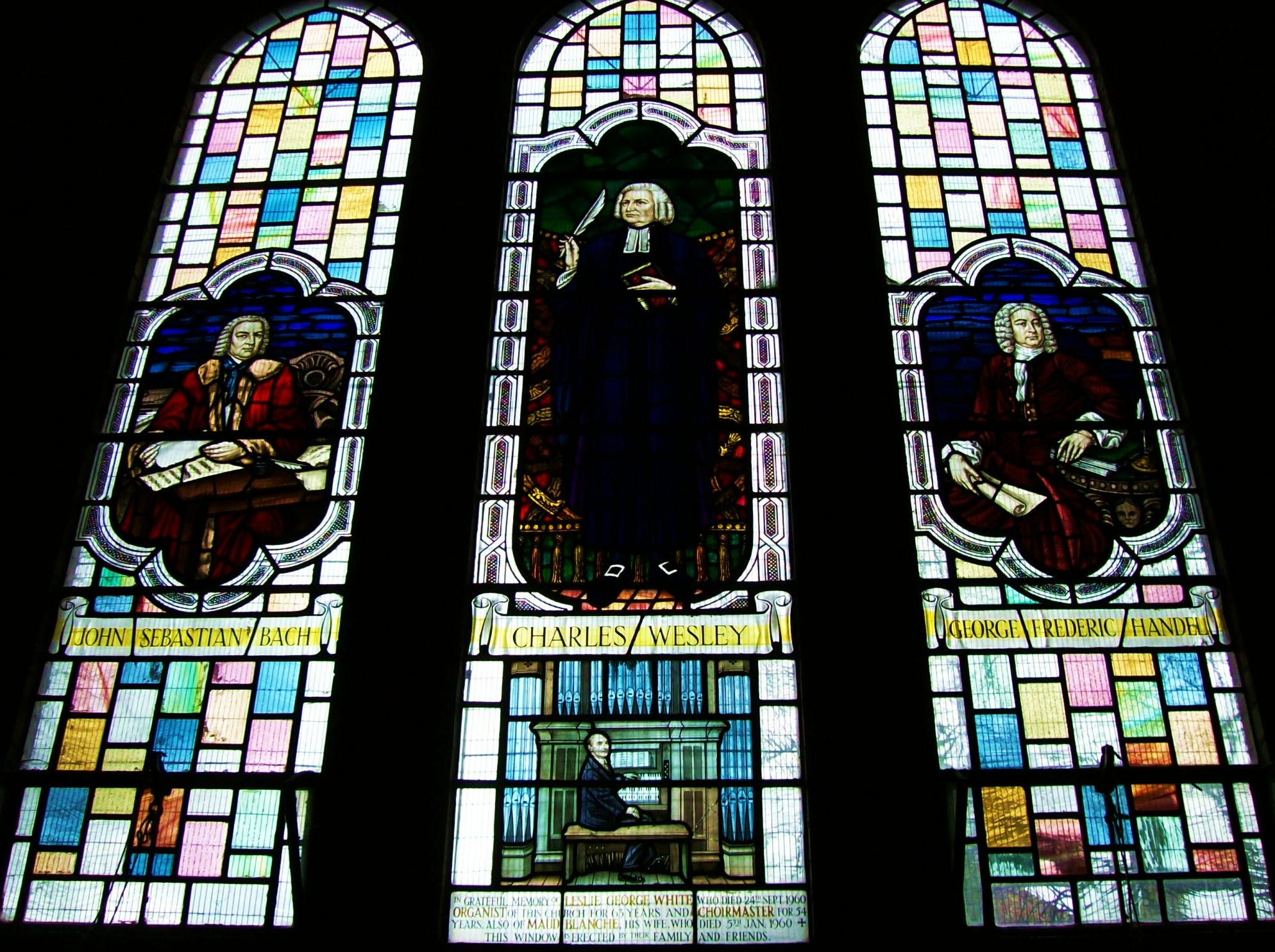

## روابط خارجية
- تشارلز ويزلي على موقع IMDb (الإنجليزية)
- تشارلز ويزلي على موقع الموسوعة البريطانية (الإنجليزية)
- تشارلز ويزلي على موقع ميوزك برينز (الإنجليزية)
- تشارلز ويزلي على موقع ديسكوغز (الإنجليزية)